# Luka Šamanić
Luka Šamanić (* 9. Januar 2000 in Zagreb) ist ein kroatischer Basketballspieler.

## Laufbahn
Šamanić stammt aus der Nachwuchsabteilung des KK Zagreb. Sein Vater Marko war Berufsbasketballspieler und stand im Laufe seiner Karriere unter anderem beim deutschen Bundesligisten Ludwigsburg unter Vertrag. 2016 wechselte Luka Šamanić in den Jugendbereich des FC Barcelona. In seinem zweiten Jahr in Barcelona gehörte er auch zum Aufgebot der zweiten Herrenmannschaft und erzielte in 22 Einsätzen in der zweithöchsten spanischen Spielklasse im Schnitt 5,1 Punkte.
In der Sommerpause 2018 wechselte er zum slowenischen Spitzenklub KK Union Olimpija. Im April 2019 meldete er sich zum Draft-Verfahren der NBA an. Dort wurde er an 19. Stelle von den San Antonio Spurs ausgewählt. Die Texaner gaben am 1. Juli 2019 die Untervertragnahme des Flügelspielers bekannt. Er hatte 36 NBA-Spiele für San Antonio bestritten, als er Mitte Oktober 2021 aus dem Aufgebot gestrichen wurde. Anschließend nahmen ihn die New York Knicks unter Vertrag. Für die Mannschaft kam er nicht zum Einsatz, der lange unter einer Fußverletzung leidende Kroate spielte aber für die Westchester Knicks in der NBA G-League, im März 2022 wurde der Vertrag aufgehoben.
In der Saison 2022/23 bestritt er für die Maine Celtics 27 Spiele in der NBA G-League und brachte es auf Mittelwerte von 22 Punkten sowie 8,1 Rebounds. Ende März 2023 kehrte er in die NBA zurück, als er von den Utah Jazz mit einem Vertrag über zehn Tage ausgestattet wurde. Šamanić erzielte für Utah in den verbleibenden sieben Spiele der Saison durchschnittlich 9,9 Punkte, 4,3 Rebounds und 2,1 Vorlagen und erhielt nach Ablauf seines Zehntagesvertrags einen langfristigen bei den Jazz.
Im Sommer 2024 wurde Šamanić von Fenerbahçe Istanbul verpflichtet, allerdings wurde der Vertrag im September 2024 aus persönlichen Gründen aufgelöst. Anfang Dezember 2024 schloss sich Šamanić dem KK Cibona Zagreb an. Ende desselben Monats wechselte er zu Saski Baskonia nach Spanien.

### Nationalmannschaft
2017 gewann er mit der kroatischen Jugendnationalmannschaft die B-Europameisterschaft in der Altersklasse U18 und wurde als bester Spieler des Turniers ausgezeichnet.

## Karriere-Statistiken

### NBA

#### Hauptrunde
| Saison  | Team        | GP | GS | MPG  | FG % | 3P % | FT % | RPG | APG | SPG | BPG | PPG |
| ------- | ----------- | -- | -- | ---- | ---- | ---- | ---- | --- | --- | --- | --- | --- |
| 2019–20 | San Antonio | 3  | 1  | 16.0 | .313 | .375 | .750 | 3.3 | 2.0 | 0.0 | 0.7 | 5.3 |
| 2020–21 | San Antonio | 33 | 4  | 9.3  | .448 | .279 | .552 | 2.1 | 0.5 | 0.2 | 0.2 | 3.7 |
| 2022–23 | Utah        | 7  | 4  | 23.0 | .456 | .258 | .692 | 4.3 | 2.1 | 0.9 | 0.3 | 9.9 |
| 2023–24 | Utah        | 43 | 7  | 9.4  | .380 | .203 | .786 | 2.4 | 0.4 | 0.1 | 0.2 | 4.1 |
| Gesamt  | Gesamt      | 86 | 16 | 10.7 | .411 | .247 | .706 | 2.4 | 0.6 | 0.2 | 0.2 | 4.5 |